# Jean-Lou Paiani
Jean-Lou Paiani, né le 23 décembre 1988 à Sallanches, est un coureur cycliste professionnel français.

## Biographie
En 2009, il réalise une bonne saison avec l'équipe de France espoirs. Il remporte notamment une étape du Tour de l'Avenir, termine sixième de Paris-Roubaix espoirs et septième du Tour des Flandres espoirs. 
En 2010, il prend la troisième place du Kreiz Breizh Elites. Ses bons résultats lui permettent d'obtenir un contrat professionnel avec Saur-Sojasun pour la saison 2011. À la fin de la saison 2010, il est sélectionné par Bernard Bourreau pour participer au championnat du monde dans la catégorie espoirs (moins de 23 ans) à Melbourne, en Australie. Il y prend la 69e place.
Lors de la saison 2012, il se classe second du Grand Prix de Lillers-Souvenir Bruno Comini.
La disparition de l'équipe continentale professionnelle Sojasun à la fin de l'année 2013 pousse Jean-Lou Paiani à signer un contrat avec la formation Roubaix Lille Métropole.
Il remporte sa première victoire professionnelle au mois de mai 2014 lors du contre-la-montre par équipes de Paris-Arras Tour. Durant l'année, il obtient aussi quelques places honorifiques lors de courses disputées en France et en Belgique. Il fait le choix d'arrêter sa carrière professionnelle à la fin de cette saison.

## Palmarès
- 2008
  - Grand Prix de Pernes-les-Fontaines
  - 2e du Tour du Béarn
  - 3e de La Tramontane
  - 3e du Tour du Beaujolais
- 2009
  - Tour du Chablais (ex æquo avec Julien Bérard)
  - 2e étape du Tour de l'Avenir
  - 2e étape du Tour Nivernais Morvan
  - 2e de Bordeaux-Saintes
- 2010
  - 3e du Grand Prix U
  - 3e du Kreiz Breizh Elites
- 2012
  - 2e du Grand Prix de Lillers-Souvenir Bruno Comini
- 2014
  - 1re étape du Paris-Arras Tour (contre-la-montre par équipes)

## Classements mondiaux
| Année           | 2009 | 2010 | 2011 | 2012 | 2013 | 2014 |
| --------------- | ---- | ---- | ---- | ---- | ---- | ---- |
| UCI Europe Tour | 592e | 449e | nc   | 343e | 668e | nc   |